# داريوس ن. كوتش
داريوس ن. كوتش (بالإنجليزية: Darius N. Couch)‏ هو عالم طبيعة وعالم طيور وضابط أمريكي، ولد في 23 يوليو 1822 في مقاطعة بوتنام في الولايات المتحدة، وتوفي في 12 فبراير 1897 في نوروولك في الولايات المتحدة.